# Sistema de lanzamiento reutilizable

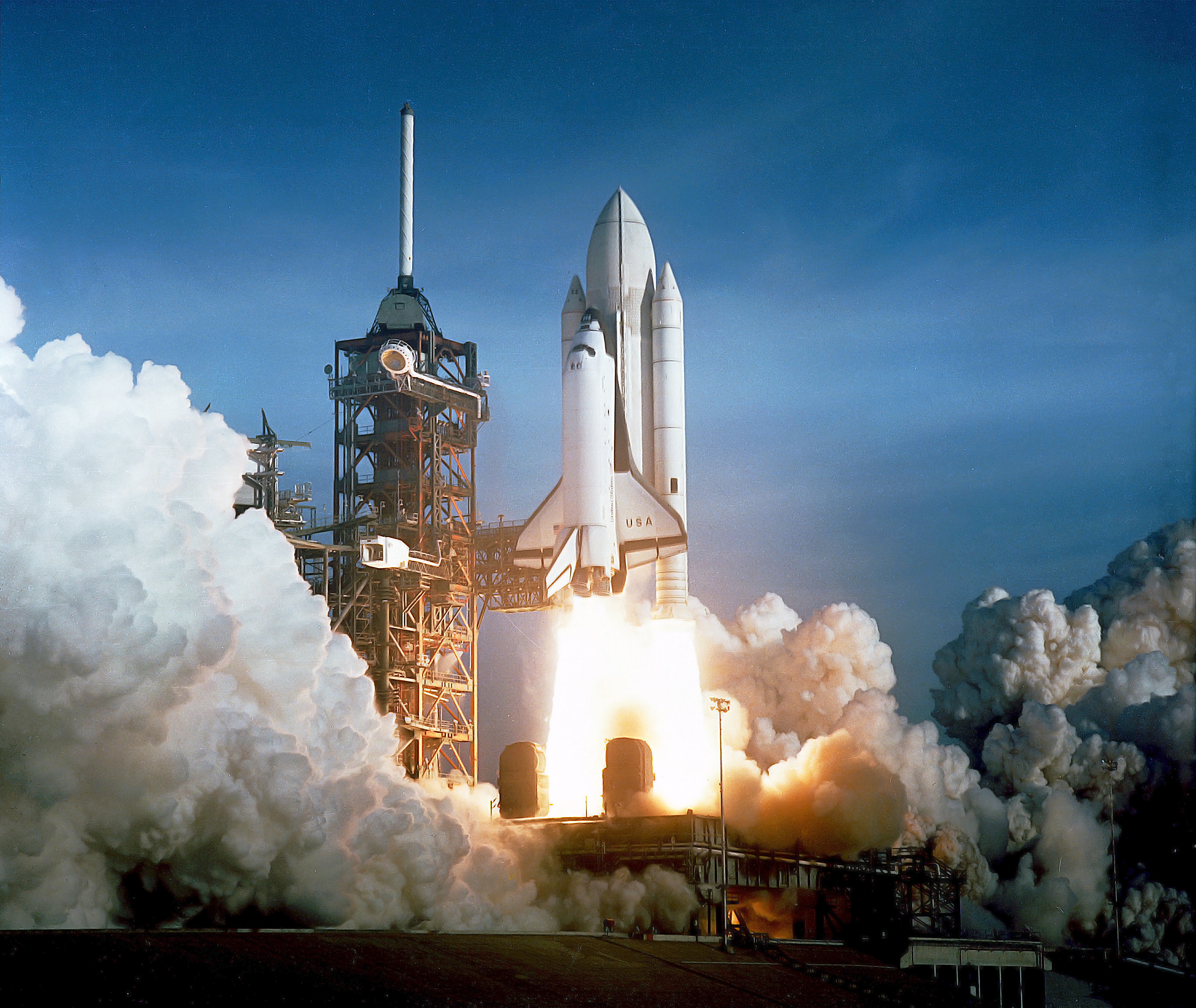
12 de abril de 1981 primera misión (STS-1) del Columbia, el primer
de lanzamiento parcialmente reutilizable.

Un sistema de lanzamiento reutilizable o vehículo de lanzamiento reutilizable (de la sigla inglesa RLV, Reusable Launch Vehicle) es un vehículo de lanzamiento que se puede lanzar al espacio más de una vez, a diferencia de un sistema de lanzamiento desechable, en el que cada vehículo de lanzamiento se utiliza una vez y luego se descarta.
Hasta el presente ningún vehículo orbital reutilizable real se ha llegado a usar. El ejemplo más parecido de vehículo reutilizable es el transbordador espacial, aunque solo parcialmente porque solo se puede reutilizar el orbitador. El orbitador, que incluye los motores principales, y los dos Cohetes Aceleradores Sólidos, se vuelven a usar para cada lanzamiento después de algunos meses de trabajo dedicado. El tanque externo se pierde en el espacio.
Los RLV orbitales se diseñan para proporcionar la posibilidad de acceso al espacio de manera altamente fiable y a bajo coste. No obstante, la reusabilidad implica el uso de escudos de reentrada y seguramente una estructura más resistente para sobrevivir a múltiples usos lo que aumentaría el peso, y dada la falta de experiencia con esos vehículos, aún se tienen que considerar los costos de realización.

## Conceptos de reusabilidad

### Etapa única
La órbita en una fase requiere estructuras muy ligeras, motores altamente eficientes y suele implicar márgenes pequeños. Esto tiende a elevar los costes de mantenimiento ya que la fiabilidad de los componentes pueden dañarse, y hacer que alcanzar la rentabilidad sea más difícil.
La órbita en una única fase también implica que el tamaño de la carga sea más pequeño que los diseños multietapa que incrementa el costo por kilogramo de la carga.

## Lanzaderas orbitales reutilizables

### Actualmente en uso
- SpaceX Falcon 9 (anunciado como parcialmente reutilizable; fue lanzado con éxito en 2010)
- SpaceX Falcon Heavy (variante del Falcon 9; fue lanzado con éxito el 6 de febrero de 2018)

### Planeados
- SpaceX Starship Vehículo espacial interplanetario 100% Reutilizable, diseñado por SpaceX, Se planea que inicie operaciones comerciales para el año 2022, también podría ser utilizado por la Nasa para las misiones Artemisa
- PlanetSpace Silver Dart (espacioplano reutilizable en parte, basado en diseño de planeador hipersónico)
- Skylon un avión espacial con capacidad de órbita en una etapa, que absorbe aire pre-enfriado hasta mach 5,5
- Kistler Aerospace K-1 (vuelo inaugural programado aún no anunciado)
- Hopper (sistema de lanzamiento europeo reutilizable propuesto)
- Avatar RLV (sistema de lanzamiento hindú propuesto como reutilizable para pequeñas cargas)
- PLD Space Miura 5 Sistema de lanzamiento orbital ligero español en desarrollo
- CALLISTO Demostrador reutilizable francoalemán

### Históricos
- Transbordador espacial (parcialmente reutilizable; retirado en 2011)
- Sistema cohete Energía-Buran de la Unión Soviética (parcialmente reutilizable)

### Cancelados
- Kliper (Nave espacial Ruso-Europea parcialmente reutilizable que iba a ser lanzada por primera vez cerca de 2011. Se ha anunciado, sin embargo, que Energía aun sigue trabajando en la nave, y el programa espacial Ruso planea revisar la decisión de cancelar el Kliper una vez produzcan su versión modernizada de la Soyuz. El programa espacial ruso podría decidir usarlo después de todo, incluso aun así Energía podría ser capaz de comercializarlo a otros programas espaciales si lo terminan)

- Roton vehículo de lanzamiento comercial- sin fondos.
- SpaceX Falcon 5 Reemplazado por Falcon 9.